# Ablabera transvaalica
Ablabera transvaalica är en skalbaggsart som beskrevs av Louis Albert Péringuey 1904. Ablabera transvaalica ingår i släktet Ablabera och familjen Melolonthidae. Inga underarter finns listade i Catalogue of Life.